# Назаров, Бейбут Куттыкожаулы
Бейбут Куттыкожаулы Назаров (каз. Бейбіт Құттықожаұлы Назаров, род. 1987, Какпак, Алма-Атинская область или Райымбекский район, Алма-Атинская область) — профессиональный боец, двукратный чемпион Казахстана по джиу-джитсу, победитель турниров по панкратиону 2007 года, чемпион Азии по боям без правил 2008 года, чемпион Евразии 2000 года, чемпион мира по боям без правил 2009 года.
Младший брат Ардака Назарова.
Победил бразильца Бруно Аморима в главном бою вечера на турнире Kunlun Fight 2 Cage Series, который прошёл 4 апреля 2015 года в Алматы во Дворце спорта имени Балуана Шолака, стал чемпионом мира в среднем весе (до 72 килограммов) по версии китайского промоушена.